# Karel Navrátil (motocyklový závodník)
Karel Navrátil (31. října 1952 – 9. srpna 1981) byl český silniční motocyklový závodník. Tregicky havaroval při závodě mistrovství republiky v Kopčanech.

## Závodní kariéra
Závodil ve třídě do 350 cm³ na motocyklu Yamaha. V mistrovství republiky skončil nejlépe celkovém dvanáctém místě v roce 1980. Jeho nejlepším výsledkem v jednotlivém závodě mistrovství republiky je 7. místo ve Valašském Meziříčí v roce 1980. V závodě v Novém Mestě nad Váhom, který se pro déšť a kluzkou vozovku nezapočítával do mistrovství republiky, skončil na 2. místě.

## Úspěchy
- Mistrovství Československa silničních motocyklů – celková klasifikace
  - 1978 do 350 cm³ – 24. místo – Yamaha
  - 1980 do 350 cm³ – 12. místo – Yamaha